# Postimees
Postimees – estoński dziennik wydawany w języku estońskim. Został założony w 1857 roku. 
Jego nakład wynosi ok. 60 tys. egzemplarzy. 